# West-Benue-Kongo-Sprachen
West-Benue-Kongo (auch Volta-Niger genannt) ist eine genetische Untereinheit der Benue-Kongo-Sprachen, die einen Zweig des Niger-Kongo bilden. Die etwa 70 West-Benue-Kongo-Sprachen werden von knapp 50 Millionen Sprechern in Togo, Benin und Nigeria gesprochen. Sie wurden ursprünglich von Joseph Greenberg (1963) als östliche Kwa-Sprachen klassifiziert, werden heute aber allgemein zum Benue-Kongo gerechnet.
Zur Entwicklung der Bezeichnung siehe den Artikel Benue-Kongo-Sprachen.

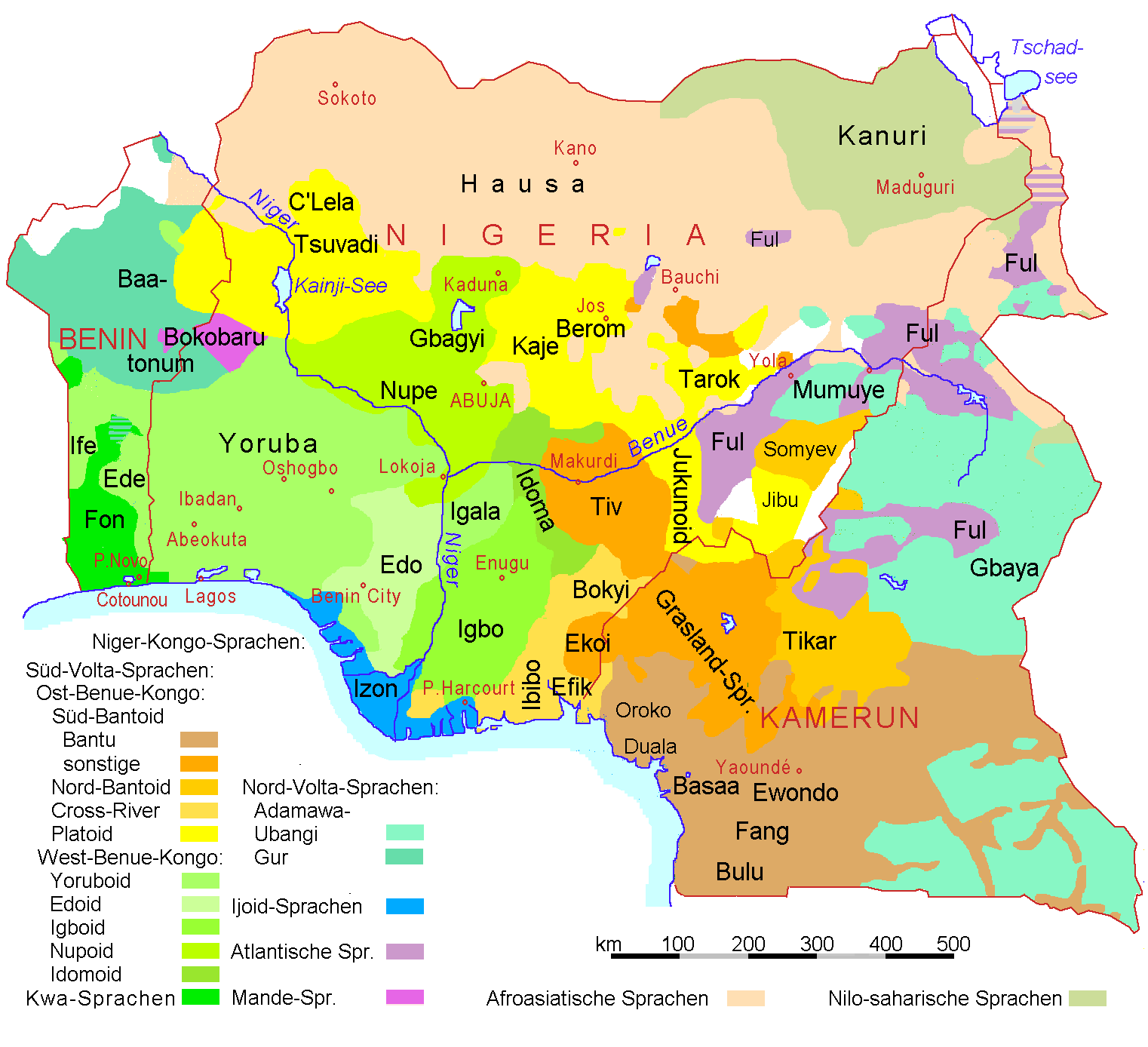
West-Benue-Kongo, Platoid, Cross-River-Sprachen, Nord-Bantoid, Süd-Bantoid außer Bantu und die Nordwestecke des Bantu-Gebietes

## Hauptsprachen und Untergruppen
Die bedeutendsten Sprachen des West-Benue-Kongo sind Yoruba (20–22 Mio. Sprecher, Verkehrssprache in Südwest-Nigeria), Igbo (Ibo) (18 Mio.), Edo (Bini) (1 Mio.), Nupe (1 Mio.) und Idoma (600 Tsd.), die alle in Süd-Nigeria gesprochen werden. Die fünf genannten Sprachen bilden zusammen mit kleineren, eng verwandten Nachbarsprachen die Untergruppen der yoruboiden, igboiden, edoiden, nupoiden, idomoiden Sprachen sowie einige kleinere Gruppen des West-Benue-Kongo.
Untergruppen des West-Benue-Kongo: Anzahl der Sprachen und Sprecher;
geographische Verbreitung
| Unterzweig | Anzahl Sprachen | Anzahl Sprecher | Hauptverbreitungsgebiet      |
| ---------- | --------------- | --------------- | ---------------------------- |
| Yoruboid   | 14              | 22 Mio          | Südwest-Nigeria, Benin, Togo |
| Edoid      | 26              | 2,6 Mio         | Zentral-Süd-Nigeria          |
| Igboid     | 7               | 19 Mio          | Südost-Nigeria               |
| Nupoid     | 11              | 3 Mio           | West-Zentral-Nigeria         |
| Idomoid    | 9               | 1,1 Mio         | Süd-Nigeria                  |

Die Bezeichnung X-oid bezeichnet eine Hauptsprache X mit ihren nah verwandten Schwestersprachen, z. B. ist Igboid die Gruppe der mit dem Igbo unmittelbar verwandten Sprachen. In der Regel handelt es sich um Dialektkontinua. Manche Forscher werten solche Gruppen auch als eine einzige Sprache.

## Klassifikation
Damit ergibt sich die folgende interne Klassifikation, in der auch die bedeutenderen Sprachen der einzelnen Untergruppen aufgeführt sind (nach Williamson-Blench 2000 und dem unten angegebenen Weblink).
- West-Benue-Kongo
  - Yoruboid
    - Yoruba: Yoruba (20–22 Mio.), Isekiri (500 Tsd.), Ife (150 Tsd.), Nago (180 Tsd.); Lucumi (Ritualsprache auf Kuba)
    - Igala: Igala (1 Mio.)

  - Akokoid: Akoko (Nord-Akoko, Arigidi) (50 Tsd.)
  - Ayere-Ahan: Ayere (3 Tsd.), Ahan (300)
  - Edoid
    - Delta: Epie, Engenni, Degema (jeweils 10–20 Tsd.)
    - Südwest: Urhobo (550 Tsd.), Isoko (320 Tsd.)
    - Nord-Zentral: Edo (Bini) (1 Mio.), Esan (200 Tsd.), Emai-Iuleha-Ora (100 Tsd.); Yekhee (275 Tsd.)
    - Nordwest: Iyayu, Uhami, Ukue, Ehueun (5–10 Tsd.); Okpamheri (30 Tsd.); Aduge

  - Igboid
    - Igbo: Igbo (Ibo) (18 Mio.), Ogbah (170 Tsd.), Ikwere (200 Tsd.), Izi-Ezaa-Ikwo-Mgbo (600 Tsd.), Ukwuani-Aboh-Ndoni (150 Tsd.)
    - Ekpeye: Ekpeye (30 Tsd.)

  - Nupoid
    - Nupe-Gbayi: Nupe (1 Mio.): Gbagyi (700 Tsd.), Gbari (300 Tsd.); Dibo (Shitako) (100 Tsd.)
    - Ebira-Gade: Igbira (Ebira) (1 Mio.), Gade (60 Tsd.)

  - Idomoid
    - Akweya: Idoma (600 Tsd.), Igede (250 Tsd.); Agatu, Yala; Etulo; Eloyi
    - Yatye-Akpa: Akpa, Ekpari (5–10 Tsd.)

  - Oko: Oko-Eni-Osayen (10 Tsd.)
  - Ukaan: Ukaan (20 Tsd.)
  - Akpes: Akpes (10 Tsd.)
  - Ija-Zuba: Ija-Zuba (Koro-Afiki) (Dialektcluster)

Yoruboid, Akoko und Ayere-Ahan wurden früher zu einer genetischen Einheit der Defoiden Sprachen zusammengefasst (z. B. Capo in Bendor-Samuel 1989). Die neueren Klassifikationen gehen nicht davon aus, dass hier eine engere Verwandtschaft vorliegt, deswegen werden hier drei separate Untergruppen gebildet. Manche Forscher halten Ukaan und Akpes für enger verwandt und gehen von einer Einheit Ukaan-Akpes aus.

## Sprachliche Charakteristik
Das Nominalklassensystem der West-Benue-Kongo-Sprachen weist verschiedene Ausbaustufen auf: ein volles System z. B. im Gade, ein reduziertes im Edoid, ein rudimentäres im Yoruba; zur Markierung werden Präfixe verwendet. Die Verbalerweiterungen sind in der Regel Innovationen (Neubildungen, die nicht aus dem Proto-Niger-Kongo stammen). Es gibt unabhängige Personalpronomina und abhängige Subjekt-, Objekt- und Possessivpronomina. Dis Satzstellung ist SVO, es werden Präpositionen, keine Postpositionen verwendet. Die Nominalphrasen sind einheitlich gebaut, das bestimmte Nomen (N) steht vorn, es gibt also die Konstruktionen N + Genitiv, N + Possessivum, N + Adjektiv, N + Adjektiv + Genitiv, N + Numerale und N + Demonstrativum.
Dazu ein Beispiel aus dem Yoruba:
- apa òkè Afrika „der bergige (òkè) Teil (apa) Afrikas“

Fast alle westlichen Benue-Kongo-Sprachen sind Tonsprachen mit zwei bis vier Tonhöhen und Glides (gleitenden Übergängen) zwischen Hoch- und Tiefton. Die Töne sind phonemisch (d. h., sie markieren Bedeutungsunterschiede), wie folgende Beispiele aus dem Yoruba (drei Tonstufen: é Hochton, e Mittelton, è Tiefton) zeigen:
- dé „ankommen“, dè „erwarten“
- rò „denken“, ro „den Acker bestellen“

Adjektive können von Zustandsverben durch eine Reduplikation der ersten Silbe (in hohem Ton) gebildet werden. Beispiele aus dem Yoruba:
- kéré „klein sein“ > kékeré „klein“
- dára „gut sein“ > dídára „gut“

### Afrikanische Sprachen
- Joseph Greenberg: The Languages of Africa. Mouton, The Hague and Indiana University Center, Bloomington 1963.
- Bernd Heine und andere (Hrsg.): Die Sprachen Afrikas. Buske, Hamburg 1981.
- Bernd Heine und Derek Nurse (Hrsg.): African Languages. An Introduction. Cambridge University Press 2000.
Darin: Kay Williamson und Roger Blench: Niger-Congo.
- John Bendor-Samuel (Hrsg.): The Niger-Congo Languages: A Classification and Description of Africa's Largest Language Family. University Press of America, Lanham, New York, London 1989.
 Darin: Kay Williamson: Benue-Congo Overview.

### Zur Klassifikation
- Diedrich Westermann: Die westlichen Sudansprachen und ihre Beziehungen zum Bantu. Mitteilungen des Seminars für orientalische Sprachen. Berlin 1927.
- Merritt Ruhlen: A Guide to the World's Languages. Classification. Arnold, Stanford 1987.
- Joseph Greenberg: Studies in African Linguistic Classification. Southwestern Journal of Anthropology 1949–50.
- Patrick Bennett and Jan Sterk: South Central Niger-Congo: A Reclassification. Studies in African Linguistics. 1977.
- Chinyere Ohiri-Aniche: Language Diversification in the Akoko Area of Western Nigeria. In: Roger Blench und Matthew Spriggs: Language and Archaeology IV. Routledge, London 1999.